# Miskolc címere

Az 1909-ben elfogadott címer

Miskolc címere mintájául a város középkori pecsétjei szolgáltak, ezek alapján tervezték 1909-ben, mikor Miskolc törvényhatósági városi rangra emelkedett. A szocializmus idején másik címert használtak; 1990. január 1-jével vették vissza az 1909-ben tervezettet, ami azóta is a város címere. Miskolc zászlaján is látható.

## Története
Az első pecsétes dokumentum, ami fennmaradt, 1376-ban származik az akkori városbíró, Arnoldus adta ki. A dokumentumban a tanács jóváhagyja Kilián fia, János végrendeletét egy Szent György-hegyi (az Avas korabeli neve) szőlőt illetően. A pecsét lepergett a dokumentumról, mintázata nem kivehető.
Az első nagyrészt fennmaradt pecsétlenyomat egy 1389. július 7-ére datált dokumentumon látható, sárga pecsétviaszban. Körirata kivehetetlen. Figurája Anjou-liliomos koronát viselő királyfej, kiléte vitatott, Szent István neve azért merült fel, mert ő volt az avasi templom védőszentje, de a liliomos korona valamelyik Anjou-házi királyra utal, feltehetőleg a Miskolcnak 1365-ben mezővárosi jogot adó Nagy Lajosra.
A pecsét következő változata 1433-ból származik, a Bárczay család levéltárában maradt fenn. Szintén sárga pecsétviaszba nyomták. Ez egy szakállas királyt ábrázol, valószínűleg az akkor uralkodó Luxemburgi Zsigmondot, körfelirata pedig Sigillum Civitas Miskolcz („Miskolc város pecsétje”). A király fejétől balra félhold, jobbra hatágú csillag látható. Ennek másik változata is ismert, amin a véset új, feltehetően a megkopott régi helyett készült. Egy időszakban a koronás fő helyett egy szétvetett lábú alak volt a pecsétnyomat. 1513-ban II. Ulászló megengedte a városnak, hogy okleveleihez zöld pecsétet használhasson.

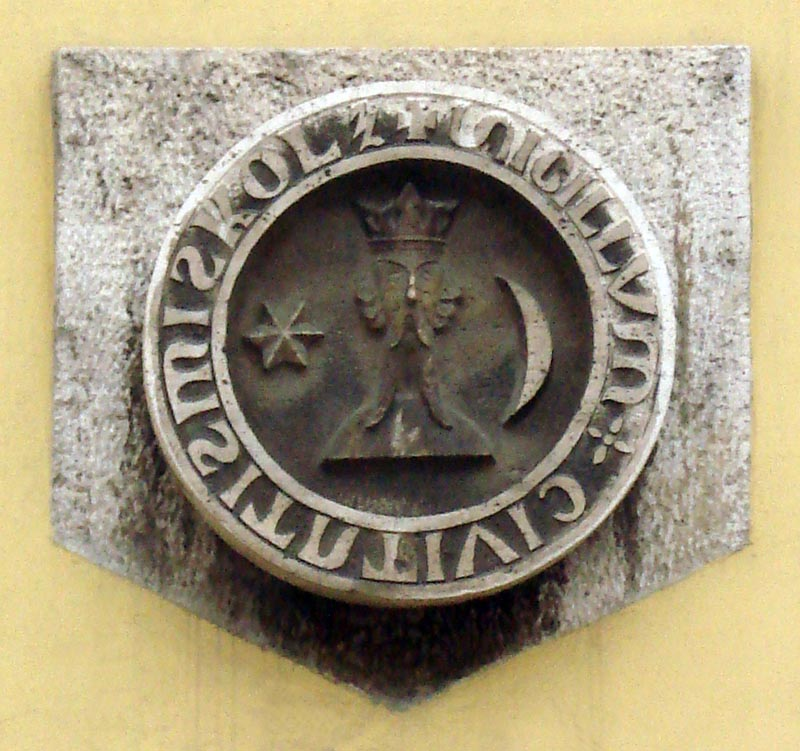
A város kőbe faragott korábbi pecsétje (a Sötétkapu fölött)

1577-ben, a török háborúk idején Tejfeles Gergely bíró elveszítette a pecsétet, és újat készítettek, melyen a király feje mellett az 1577-es évszám is feltűnt. Ezt a pecsétet 1610-ig használták.
1633 és 1687 közt a középen lévő alakot megváltoztatták Szent István képére, kezében jogarral és országalmával. 1687 után a főalak egy hajdú lett, kezében búzakalásszal és szőlőfürttel.
1909-ben, amikor a város megkapta a törvényhatósági jogot, a címert az eddigi pecsétképek összevonásával alkották meg. Ez 1965-ig volt használatban, ekkortól új, szocialista címere lett a városnak, rajta egy kohómunkás alakja, jelezve Miskolc nehézipari jellegét, és Nagy Lajos király feje. A négy hullámvonal a Sajó folyót és a három patakot – Szinva, Hejő és Pece – jelképezte.
1990-ben a szocialista kori címert visszacserélték az 1909-ben elfogadottra.

## Jogi szabályzása

Miskolc "szocialista címere"

A címerről és a zászlóról Miskolc önkormányzatának 1/1990.(XII.29.) számú rendelete rendelkezik, ez mondja ki, hogy a város visszaveszi az 1909-ben kapott címer a szocializmus idején használt címere helyett. A rendeletben az 1. § szól a zászló megjelenéséről, a 3. § a használatáról. A rendelet egyben szabályozza a címer használatának jogát is: használhatják a város intézményei fontosabb rendezvényeiken, illetve a város ünnepén (május 11.), ezenkívül használható az önkormányzati ülések meghívóin és különböző okmányain, a Közgyűlés, a közgyűlés bizottságai, az önkormányzati képviselők, és az önkormányzati tisztségviselők által használt iratokon, az önkormányzat által helyileg adományozott díszokleveleken, emléklapokon, emlékérmeken, az Önkormányzat intézményei, a Polgármesteri Hivatal, az általuk használt iratokon, az intézmények közalkalmazottai, a hivatal köztisztviselői névjegykártyáin, amennyiben ezek az intézmény megnevezése mellett a Miskolc Megyei Jogú Város Önkormányzata, illetve Miskolc Megyei Jogú Város Polgármesteri Hivatala szöveget is tartalmazzák. Pecséten történő ábrázolásakor a mindenkori közigazgatási elnevezéssel (Miskolc Megyei Jogú Város) együtt kell alkalmazni.
Más célra kérelemre a polgármester engedélyezheti, enélkül használata szabálysértésnek minősül.
A címerről és a zászlóról szóló rendelet 1991. január 1-jén lépett hatályba, és hatálytalanította a korábbit, Miskolc város volt Tanácsának 6/1974. és az 1/1978. számú rendeleteivel módosított 4/1974. számú rendeletét.
A címer leírása
Álló csücsköstalpú pajzs vörös mezejében Szent István király mellképe látható bíbor ruhában, arany képekkel hímzett koronázó palástban, fején a szent korona, a fejet arany fénykorong övezi. Jobbjában arany királyi jogar, baljában ezüst keresztes arany országalma. A pajzsra helyezett jobbra forduló koronás nyílt lovagi sisak dísze egy magyar hajdú, aranysujtásos kék dolmányban, oldalára kötött aranymarkolatú karddal. Jobbjában öt arany búzakalászt, baljában leveles arany szőlőfürtöt tart. A sisak takarója jobbról kék-arany, balról vörös-ezüst. Az arany arabeszkekre helyezett pajzsot jobbról befelé forduló, vörös nyelvét kiöltő arany oroszlán, balról szintén befelé forduló, vörös nyelvét kiöltő arany griff tartja.